# Gunnar Larsson (natation)
Pour les articles homonymes, voir Gunnar Larsson.
Karl Gunnar Larsson, né le 12 mai 1951 à Malmö, est un nageur suédois spécialiste du quatre nages.
Il remporte deux médailles d'or aux Jeux olympiques d'été de 1972 (200 mètres quatre nages et 400 mètres quatre nages), de même que la médaille d'or aux championnats du monde de natation 1973 (200 mètres quatre nages) et quatre autres médailles aux championnats d'Europe de natation 1970 (médailles d'or aux épreuves de 400 mètres nage libre, 200 mètres quatre nages et 400 mètres quatre nages et médaille d'argent au 200 mètres nage libre).
Il est membre de l'International Swimming Hall of Fame.